# Grande Cerco de Gibraltar
O Grande Cerco de Gibraltar foi uma tentativa mal sucedida dos reinos da Espanha e da França de capturar a península de Gibraltar, que estava nas mãos dos Britânicos, durante a Guerra de independência dos Estados Unidos. Este foi o maior cerco militar do conflito, em termos de soldados envolvidos. Com duração de três anos, sete meses e duas semanas, foi o cerco mais longo submetido as Forças Armadas do Reino Unido. Também é considerado um dos cercos mais longos da história moderna.

## O cerco
Gibraltar era um dos pontos comerciais mais prósperos do Mediterrâneo, com rotas marítimas importantes entre a Europa e as Américas. A Espanha e a Inglaterra, por décadas, disputavam o controle da ilha, envolvendo-se em guerras por ela. Pelo Tratado de Aranjuez, a França declarou apoio aos espanhóis e quando a atenção britânica se voltou para o continente americano no começo da Guerra de independência dos Estados Unidos, Gibraltar pareceu vulnerável a um ataque.
Em 1779, uma frota espanhola e francesa convergiu sobre Gibraltar, bloqueando-a pelo mar. Os britânicos, contudo, não se submeteram, obrigando a Espanha a comprometer mais tropas e navios ao cerco. Os ingleses tentaram, pelo menos duas vezes, quebrar as linhas inimigas, sem sucesso, porém também eles próprios não cediam. Em setembro de 1782, mais de 5 mil homens de infantaria espanhola e francesa lançaram o "Grande Assalto", apoiados por mais de 80 navios de pequeno e grande porte. Os britânicos, porém, resistiram e infligiram pesadas baixas aos espanhóis.
Ao final de 1782, o Almirantado Britânico considerou um grande plano para romper o cerco a Gibraltar. Uma frota de navios adicional, vindo de Cabo de São Vicente, sob comando do almirante Richard Howe, chegou na costa da ilha sem enfrentar muita oposição. Uma batalha naval indecisiva aconteceu então no Cabo Espartel em 20 de outubro de 1782, mas os ingleses foram bem sucedidos em manter a rota de suprimentos para Gibraltar aberta. Assim, as forças britânicas conseguiram permanecer firmes até que, na primavera de 1783, um acordo foi firmado entre as potências para encerrar as hostilidades.
O Tratado de Paris de 1783 encerrou a guerra entre as Treze Colônias e a Grã-Bretanha. Acordos de paz também foram assinados para acabar com as hostilidades na Europa. No final, a Espanha, apoiada pela França, teve que recuar, derrotada, e abandonou o cerco a Gibraltar. Várias aldeais e cidades da ilha estavam em ruínas, mas os britânicos foram rápidos na reconstrução.